# Guldenbergabdij Wevelgem

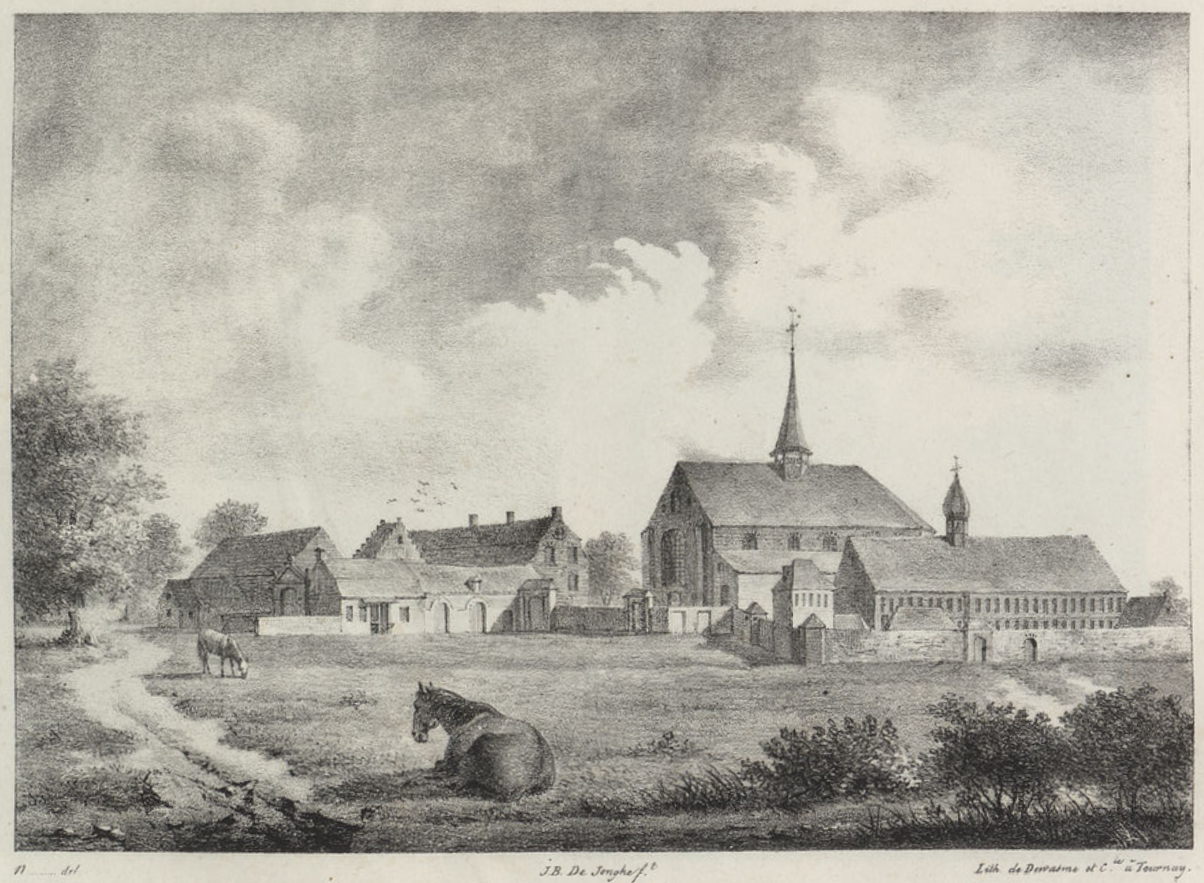
Guldenbergabdij Wevelgem

De Guldenbergabdij, voluit Onze-Lieve-Vrouw-van-de-Guldenberg, was van 1214 tot 1797 een vrouwenklooster in Wevelgem, België.

## Geschiedenis

### Middeleeuwen

#### Ontstaan kloosterdomein te Wevelgem
De cisterciënzersabdij werd opgericht in 1214 door Margaretha van Guines te Moorsele. Zij begiftigde de abdij met beduidend veel dotaties. Er werd geleefd van eigen landbouw en veeteelt. Aangezien Margaretha zelf geen religieuze was, kon ze de leiding van haar abdij niet op zich nemen. Sara Nieulandt, afkomstig van de cisterciënzerinnenabdij van Blendeke, dicht bij Sint-Omaars, thans in het noorden van Frankrijk, werd de eerste abdis. In 1221, zeven jaar na de stichting van de abdij, overleed Margaretha van Guines. Ze werd begraven in het koor van de nieuwe kloosterkerk te Moorsele.
Er kwamen ook inkomsten binnen door de zogenoemde tienden, waarbij iedere parochiaan een tiende van zijn inkomsten moest afstaan voor het onderhoud van kerken, geestelijken en armen.
De abdij stond dan wel op de grond die ze gekregen had van de kasteelvrouwe van Kortrijk, door het feodale systeem van leen boven leen waren er toch steeds weer anderen die ook rechten konden laten gelden op die grond en daarvoor geld wilden ontvangen.
Onroerende goederen waren ook een belangrijk aspect. De nonnen van Moorsele begonnen gronden te verwerven. Reeds in 1227 had de abdij 3 bunders land gekocht van Gerard van Douai, gelegen in de pescherie, letterlijk de visserij, dus langs de Leie, te Wevelgem. Abdis Sara Nieulandt had ingezien dat de ligging van haar abdij niet ideaal was en zag deze liever overgeplaatst naar de boorden van de Leie. De Leie was namelijk visrijk, er zou nooit watertekort zijn en in tijden van schaarste of nood was het een goede verbindingsweg of aanvoerroute.
In 1241 werd een stuk land voor de abdij gekocht van Eustachius vander Leye en zijn vrouw Aleydis. De koop omvatte 20,5 bunders land en weiden langs de Leie, waaronder dus het stuk tussen de huidige Lauwestraat en de hoeve Busschaert waarop de abdij gebouwd zou worden. Het klooster betaalde 240 Vlaamse ponden.
De bouwwerken vorderden traag. Tal van gebouwen zoals een bakkerij, een ziekenzaal en een brouwerij werden voltooid tussen 1310 en 1334. De grote kloosterkerk werd pas in 1333 ingewijd. Het is onbekend hoe de abdij er na haar voltooiing uitzag. Geen enkele prent of schilderij is bewaard gebleven.
Bij de verhuizing werden de stichtster en abdis opgegraven in Moorsele en herbegraven aan de oevers van de Leie, in de nieuwe abdij te Wevelgem.

#### Levenswijze abdij tijdens bloeiperiode van Citeaux
De levenswijze van de zusters van de Guldenbergabdij steunde op drie pijlers: het Opus Dei, het liturgisch gebed; het Opus Manuum, de handenarbeid; en de Lectio Divina, de lezing en studie van de heilige Schrift.
De zusters werden tussen 2 en 3 uur ’s morgens gewekt voor het eerste koorgebed. Daarna werd gemediteerd tot aan het koorgebed rond zonsopgang. Daarna volgden de Heilige Mis en het schuldkapittel. 's Middags volgde opnieuw een gebed. Van 14 à 15 uur tot rond 20 uur, waarna er een slotgebed volgde.
Via het Opus Manuum, de handenarbeid, voorzagen de zusters in hun eigen levensonderhoud. Door het bewerken van landbouwgrond en het hoeden van vee was men zelfvoorzienend, maar omdat dit werk moeilijk samen ging met het zware gebedsprogramma, werden de agrarische en huishoudelijke taken vooral uitgevoerd door lekenzusters (ook wel conversen genoemd). De gebedstaken werden door de monialen uitgevoerd; zij kwamen doorgaans uit de betere kringen, terwijl de conversen uit het gewone volk afkomstig waren.
Vrije tijd werd opgevuld met de lectio Divina (de studie van het Schrift en andere liturgische teksten).
Verder streefde de hele manier van leven naar het bereiken van de volmaaktheid van God. Er was een streng regime van stilzwijgen, strikte clausuur, de absolute gehoorzaamheid aan de abdis, strenge voedselregels, eenvoudige kledij, eenvoudige slaapzalen, en een radicaal verbod op persoonlijk bezit.

#### De abdij in de 14de en 15e eeuw
In de tweede helft van de 13de eeuw moest de Guldenbergabdij veel bijdragen betalen om het dure oorlogsgeweld van destijds te helpen bekostigen. Toen veel abdijen hierdoor op de rand van de afgrond kwamen te staan deden ze een beroep op de paus en op de abt van Cîteaux zelf; deze laatste stelde Filips in 1312 voor jaarlijks zelf alle door de kloosters van zijn orde verschuldigde belastingen in één keer af te lossen en 12.000 ponden van Tours aan de schatkist te betalen.
Hoewel de koning dus verbood om nog bij cisterciënzerabdijen belastingen te innen, waren zijn ambtenaren zo ambitieus om dit toch te doen. Diverse abdijen waaronder die van Wevelgem werden nog steeds lastiggevallen. Zij protesteerden hiertegen en Filips VI schreef tot tweemaal toe een brief om zijn belastinginspecteurs aan te manen Wevelgem met rust te laten. Veel hielp dat blijkbaar niet. Men ging zelfs over tot het aanslaan van kloostergoederen. In 1346 schreven de zusters een brief aan paus Clemens VI om hem te smeken alle personen die kloostereigendommen ontvreemden, te straffen.
In 1458 kocht de abdij het goed Ter Veere, gelegen te Lauwe op de andere oever van de Leie tegenover het klooster. Daardoor verwierf de abdij de controle over de inkomsten uit het verkeer tussen Wevelgem en Lauwe.
Na de afbrokkeling van de kloosterdiscipline in de cisterciënzerabdijen in de 14de en 15de eeuw kwam een reformatiebeweging op gang, die tijdens de eerste helft van de 16de eeuw ook Wevelgem zou bereiken. Hoeveel het kloosterleven in Wevelgem was veranderd in de 14e en 15e eeuw is niet exact bekend, maar reeds in 1406 hadden Marie de Bervier en enkele medezusters zich teruggetrokken om de regels van de orde weer nauwgezetter te gaan opvolgen: strenge toepassing van de clausuur, herinvoering van het leven in gemeenschap, absoluut verbod op het bezit van persoonlijke inkomsten, uniformiteit en eenvoud in de klederdracht en een nauwkeurige reglementering van bezoeken.

### Renaissance

#### Eerste helft 16de eeuw

Wapen van Wevelgem

Met de komst van de reformatie in 1542 of 1543 te Wevelgem besloot abdis Johanna van Welsenaers (1518-1544) een hervorming door te voeren en het is vooral haar opvolgster Antionette de Bailleul (1544-1553) die deze realiseerde. Antionette liet drie zusters overkomen uit de Bijloke abdij te Gent en plaatste hen op strategische plaatsen in de abdij. Eén werd portierster (controle op de bezoeken en de clausuur), de andere werd kassierster (controle op de particuliere inkomsten) en de derde werd priores (functie net onder die van abdis, dus als steun ‘aan de top’ voor de plannen van de abdis). De ommezwaai slaagde vrij goed, er was geen sprake van speculaties of uittredingen. Waarschijnlijk was er wel onderhuids, sluipend verzet.
De naam Guldenbergabdij dook voor het eerst op in 1551 als “cloostere vanden ghulden berghe”. Vanaf dan werd de naam in 1574 geregeld geschreven als “Abbaye de Notre-Dame du Mont d’Or”, in tal van andere varianten in latere tijden. Niemand weet waar deze naam vandaan komt. Het is alleszins een feit dat Goudberg of Guldenberg een populaire plaatsnaam is in het nochtans uitermate vlakke West-Vlaanderen. De bijnaam heeft overigens geleid tot het abdijwapen: in 1610 verscheen de Carte Armoriale de Flandre, waarin het wapenschild van de abdij vermeld werd als “d’azur à la montagne d’or”, dus een blauw veld met één heraldieke figuur, een gouden berg. Toen de abdij in 1756 Wevelgem kocht, werd dit schild tevens het blazoen van de gemeente.

#### Godsdiensttroebelen tweede helft 16de eeuw
In 1554, het jaar dat Elisabeth de la Tramerie abdis werd, was de godsdienststrijd volop bezig. In het klooster van Wevelgem schenen de nonnen daar niet zoveel last van te ondervinden. De hervorming naar de strengere regeltucht was succesvol.
In augustus 1561 bezocht de abt van Clairvaux de Guldenbergabdij.
In 1566 begon de Beeldenstorm en een groep van 300 man bereikte op 14 augustus de Guldenbergabdij. Ze vernielden de beelden, braken altaars af, verscheurden schilderijen en vertrappelden liturgische voorwerpen en hosties. Het is onbekend of er gewonden vielen. Op 23 juni 1572 werd de abdij opnieuw overvallen en de zusters vluchtten in allerijl naar Kortrijk waar ze in enkele bouwvallige huisjes in het begijnhof een tijdelijk onderkomen vonden. In 1573 keerden de zusters terug naar Wevelgem en hervatten hun monastiek leven. De abdis zocht intussen naar een wijkhuis om zich in geval van nood binnen de relatief veilige stadsmuren van Kortrijk te kunnen terugtrekken.
In 1578 werden de parochiekerk en de abdij geplunderd. De abdij werd zodanig leeggeroofd en platgebrand dat er nauwelijks nog iets van overeind bleef. Aangezien Kortrijk bezet was, kon er geen gebruik worden gemaakt van het aldaar aangekochte refugehuis. Sommige zusters vluchtten naar Rijsel en sommigen trokken in bij familieleden en vrienden.
In 1580 werd Kortrijk heroverd en kwam weer in katholieke handen terecht. Elisabeth de la Tramerie riep haar zusters bijeen en gingen in wijkhuisjes wonen. Deze bleken al snel veel te klein voor een gemeenschap van ongeveer 25 leden en daarom werd uitgekeken naar een nieuwe refuge, gelegen in de Groeningestraat in Kortrijk. Het betrof twee aan elkaar palende woonhuizen waarvoor een hoog bedrag betaald moest worden; de huizen konden pas 16 jaar later, in 1598, afbetaald worden. De zusters leefden in moeilijke tijden. Ze moesten constant geld lenen, subsidies aanvragen en soms de weinige ornamenten en liturgische voorwerpen die ze uit de brand hadden kunnen slepen in 1578, verkopen of wegschenken om de rente te kunnen betalen. Hun kleine inkomsten trachtten ze op te krikken door handwerk (bijvoorbeeld kussens borduren), door een schooltje te openen en door op de hulp van ouders en vrienden te rekenen.
Er ontstond in 1586 een controverse rond dom Philippe Sauvaige die sedert 1547, dus bijna 40 jaar, de (inwonende) biechtvader van de Guldenbergabdij was. Het schandaal bracht heel wat controverse teweeg in de cisterciënzerwereld en begin september 1586 zond abt Lemire van Clairvaux een onderzoekscommissie ter plaatse. De dom was verantwoordelijk voor het feit dat tal van zusters het klooster verlaten hadden en werd definitief uit zijn ambt ontzet.
De periode in Kortrijk zorgde ook voor veranderingen in de religieuze levenswijze. Er heerste tweespalt in de kloostergemeenschap en er waren nagenoeg geen roepingen meer. In 1592 verzochten de cisterciënzeroversten daarom de reeds 84 jaar oude abdis Elisabeth de la Tramerie om ontslag te nemen of op zijn minst een hulpabdis aan te wijzen. Zij weigerde halsstarrig en in 1593 ondernam de abt van Cambron stappen bij de regering om van rechtswege een coadjustores (hulpabdis) te laten verkiezen. De 42-jarige Anne Gargant werd op 16 september 1594 tot abdis gewijd in de nieuwe abdijkerk van Groeninge. Elisabeth de la Tramerie legde zes maanden voor haar dood haar ambt neer en overleed op 18 december 1594.
Anne Gargant probeerde tijdens haar korte abbatiaat (1594-1599) de financiële toestand van de abdij te verbeteren. Met het weinige geld liet ze enkele hoogdringende herstellingswerken uitvoeren aan de enkele nog overeind staande kloostergebouwen in Wevelgem. Anne slaagde erin de rust en de eensgezindheid in haar gemeenschap te herstellen en in vijf jaar werden vier nieuwe koorzusters geprofest. Anne Gargant stierf op 29 juni 1599 en op 26 augustus 1599 werd de 53-jarige Beatrix Vanden Abeele tot 26ste abdis van de Guldenbergabdij benoemd.
Het klooster kwam er financieel steeds beter bovenop en Beatrix Vanden Abeele ving in 1603 aan met de heropbouw van de abdij te Wevelgem. Eerst werd de hoeve opgetrokken, daarna in 1611 volgde de Sint-Bernarduskapel. In 1613 konden de zusters naar Wevelgem terugkeren. De bouw van de abdijkerk werd in 1614 voltooid. De zusters waren er ook in geslaagd om een aantal relikwieën ongeschonden te bewaren.
Beatrix Vanden Abeele overleed in 1621 op 77-jarige leeftijd. Onder haar leiding was de Guldenbergabdij weer een zeer strikt slotklooster waar het cisterciënzer ideaal voorop stond.

### 17de en 18de eeuw

#### Nieuwe bloeiperiode eerste helft 17de eeuw
De 35-jarige Jossina de Coninck werd naar voor geschoven als nieuwe abdis. Aangezien de bezittingen van de abdij vrij onduidelijk bijgehouden werden door de verwoestingen in het verleden, liet Jossina een nieuw register aanleggen van alle onroerende goederen en aan de abdij toekomende heerlijke rechten, tienden, rechten en personen die belasting verschuldigd waren. Het duurde maar liefst 14 jaar (1624 tot 1638) om deze taak te volbrengen. Vier mensen ontfermden zich opeenvolgend hierover: Luis de Bersacques, Jan Declercq, Andries Gheysen en Guillaume Bottens.
Hieruit kwam een zeer gedetailleerde beschrijving voort van alle kloostergoederen die de abdij bezat. De Guldenberg bezat in 1624 meer dan 10% van de gronden van het huidige Wevelgem, dat komt neer op +/- 154 ha. Het grootste gedeelte bestond uit één aaneengesloten blok van 138 ha dat in het noorden begrensd werd door de grote weg die van Kortrijk naar Menen liep, in het oosten door de huidige Lauwestraat en in het zuiden door de Leie, dat nog doorliep tot aan de huidige Posthoornhoek. Daarbovenop bezat de abdij in Wevelgem nog drie hofsteden; ” ’t Cloostergoed”, de eigenlijke abdijhoeve, “ ’t goet Te Pesscherie”, bevindt zich in de huidige Visserijstraat en de “ Vincxhofstrede”, de huidige hoeve Hanssens in de Veldstraat. Naast deze hoeven bezat de abdij nog een molen en diverse huizen.
De herbouwde abdij was door een brede gracht en de Leie volledig omwald en bezat in die tijd drie toegangswegen. De “oostpoorte” gaf via het nu verdwenen “groen straetgin” aansluiting op het eerste deel van de huidige Lauwestraat, toen “de dreve van het goet Ter Meersch” genaamd. In 1622 werd “de noortpoorte” gebouwd, waarlangs men “het steenecruus” (hoek Kloosterstraat – Menenstraat) kon bereiken. De “westpoorte” was de meest gebruikte, ook voor de hoeve en vandaar liep een weg die verder westwaarts ook op de Menenstraat uitkwam.
Op 3 maart 1626 werd de eerste steen voor de nieuwe abdijkerk gelegd. Het bouwmateriaal bestond uit stenen van een afgebroken kasteel in Rijsel. Op 9 september van datzelfde jaar werd het kruis op de kerk gezet en de dag erna de haan. Het verguld kruis werd geschonken door een zuster van de abdij. Op de avond van 9 januari 1627 goot klokkengieter Dominicus Fievet de drie nieuwe klokken. Op 1 augustus 1627 werd de eerste mis opgedragen in de nieuwe kerk. Op die dag werd ook het gouden kloosterjubileum gevierd van Adrienne de Bois. Zij was, samen met Isabeau Bauwins, de laatste geprofeste religieuze geweest voor de verwoesting van 1578.
Op 9 juni 1630 werd de nieuwe abdijkerk van Guldenberg plechtig ingewijd door Maximiliaan Vilain, de bisschop van Doornik. Aan de abdij was ook een school verbonden. Er wordt vermoed dat de zusters een schooltje begonnen als een voorbereiding voor jonge meisjes op hun intrede in het klooster; later onderwees men er ook meisjes die geen religieuze wilden worden en zo groeide de abdijschool stilaan uit tot een gewone kostschool.
Jossina de Coninck zorgde tevens voor een strenge handhaving van de kloostertucht en de clausuurregels.
In 1639 deed er zich een miraculeuze genezing voor in de Guldenbergabdij. Clara de la Biche, een blinde religieuze, besloot op aanraden van de abdis zich te verlaten op een negendaagse speciale verering van de heilige Maagd, aangezien de medische wetenschap van die tijd haar niet kon helpen. De negende dag, tijdens de mis, zong men de hymne ‘Ave Maris Stella’, waarvan het refrein de woorden “profer lumen caecis”, (geef de blinde licht) bevat. Als dit refrein voor de laatste keer gezongen werd, kreeg Clara tijdens het uitspreken ervan volgens de overlevering plots haar zicht terug. In een mum van tijd groeide de Guldenberg uit tot een zeer populair mariaal bedevaartsoord.
Op 23 maart 1642 overleed Jossina de Coninck en werd haar stoffelijk overschot bijgezet in de abdijkerk. De nieuwe abdis werd de 45-jarige Hélène de la Chapelle.

#### Tweede helft 17de eeuw
Binnenvallende Franse troepen veroverden Menen op 23 september 1645 en Kortrijk op 29 juni 1646. De Spanjaarden verjoegen hen weer uit Menen op 16 augustus 1646 en uit Kortrijk op 16 mei 1648. Deze militaire excessen veroorzaakten enorme schade in de streek. De abdij scheen echter weinig schade te hebben geleden. De zusters trokken zich terug in hun vluchtoord te Kortrijk en de stappen die abdis de la Chapelle bij de Franse legerleiding ondernam, schijnen de leegstaande abdij gespaard te hebben.
In 1658 waren de Fransen terug. De bevolking vluchtte, en kostbare beelden en schilderijen werden in veiligheid gebracht. In 1659 werd de Vrede van de Pyreneeën ondertekend, waarbij het zeggenschap van Menen aan Spanje werd teruggegeven. Niet veel later vielen Franse troepen opnieuw binnen, en Kortrijk en Menen vielen weer in Franse handen. Tijdens de bezetting van Kortrijk werd de molen van het klooster vernield.
Financieel was de toestand van de abdij niet rooskleurig en tijdens de jaren zestig besloot de abdis om geen enkele nieuwe postulante tot het klooster toe te laten. In 1663 telde de Guldenbergabdij rond de 43 koorzusters en rond de 12 lekenzusters.
Hélène de la Chapelle overleed op 26 augustus 1671 op 76-jarige leeftijd. Bij het verdrag van de Vrede van Aken in 1668 werd Menen, waartoe Wevelgem behoorde, aan Frankrijk toegewezen. Dit had als gevolg dat het verzoek om commissarissen te sturen voor de verkiezing van een nieuwe abdis nu niet naar Brussel, maar naar Versailles, naar koning Lodewijk XIV gestuurd moest worden. De verkiezing vond plaats op 4 november 1671 en reeds op 30 november benoemde Lodewijk XIV Angelique de le Sauch tot abdis. De Fransen schonken Kortrijk terug aan Spanje, maar behielden Menen. Wevelgem kwam daardoor op de grens te liggen tussen Frankrijk en de Spaanse Nederlanden. Omdat het gevaarlijk was geworden om de abdij te verlaten, dienden de zusters een verzoekschrift in bij Lodewijk XIV om een molen te mogen bouwen binnen hun abdij. Abdis Angelique de le Suach overleed op 25 mei 1682 na een langdurige ziekte. Haar opvolgster was de 53-jarige Bernarde Caron.
Op 4 november 1683 veroverde maarschalk De Villeroy Kortrijk. Tijdens de Negenjarige Oorlog (1688-1697) leed de bevolking van het zuiden van West-Vlaanderen onder plunderingen en gruweldaden van de rondtrekkende legers. Soldaten werden gehuisvest in Wevelgem en er vonden strooptochten plaats van de Fransen en hun bondgenoten. Hoe verder de stukken grond verwijderd waren van de abdij, hoe moeilijker het was om inkomsten te kunnen innen. Vandaar dat de abdij af en toe pogingen deed om verafgelegen stukken land te verkopen en met dat geld dichter gelegen stukken grond te kopen. Bernarde Caron kocht twee gronden: “tgoet te Steene Cruysse” en “tgoet te Notelaere”. Daarbij bouwden ze een nieuwe ziekenzaal en een nieuwe schuur. Beranrde Caron stierf op 7 september 1707. De financiële situatie van de abdij was zo slecht geworden dat de Guldenbergabdij financieel gesteund moest worden door de abdij van Loos.
 

#### Midden 18de eeuw: hoogtepunt Guldenberg
Toen Bernarde Caron overleed waren de Zuid-Nederlandse gewesten in handen van de Nederlanders, Engelsen en Oostenrijkers. Zij hadden een voorlopig bewind ingesteld. Hieraan richtten de religieuzen hun verzoek om commissarissen voor een abdisverkiezing. Tijdens deze verkiezingen bleek nogmaals hoe sterk Frans-Vlaanderen in de abdij van Wevelgem vertegenwoordigd was. Van de 26 mensen die aan de stemming deelnamen, kwamen er 21 uit Rijsel. Op paasmaandag van 1708 werd Thérèse de la Porte als nieuwe abdis van Wevelgem aangeduid. Er is weinig bekend over haar abbatiaat. Tot 1713 woedde er oorlog en leed de abdij veel schade door voortdurend doortrekkende legers. Daardoor werden oogsten vernield en bleven akkers braak liggen. In de periode van 1710-1714 heerste hongersnood.
Op geestelijk vlak had recent het jansenisme de kop opgestoken. De strenge leer van de in 1638 overleden bisschop Jansenius van Ieper werd als ketterij beschouwd, hoewel veel geestelijken er in die tijd aanhanger van werden, zo ook de Wevelgemse pastoor Petrus-Fransiscus van Biesbrouck. Het jansenisme van de pastoor werd niet geapprecieerd door de bevolking. De pastoor werd afgerost en uit zijn kerk verjaagd.
Thérèse de la Porte overleed op 25 september 1721. Bernarde de Ransart volgde haar op als abdis. Van het korte abbatiaat van de Ransart is bekend dat ze de oostpoort van het klooster liet herbouwen en dat ze meter was van de nieuwe klok van de Gullegemse parochiekerk. Bernarde overleed op 19 oktober 1727.
De 43-jarige Augustine Peuterman uit Kortrijk werd in het voorjaar van 1728 tot nieuwe abdis van de Guldenberg gewijd. Het zou het langste abbatiaat uit de geschiedenis van de Guldenbergabdij worden. Zij trok het financieel beheer van de abdij volledig naar zich toe. Ze wilde zo snel mogelijk van de schulden van de abdij af. In 1731 begon ze met ambitieuze bouwplannen. In Gullegem op 'tgoet Te Wyncle' liet ze een nieuwe schuur bouwen en in Wevelgem concentreerde ze zich in de eerste jaren van haar abbatiaat vooral op de verfraaiing van de abdij. In 1743 ving ze ook aan met de buitenwerken: een nieuwe slaapzaal, keuken, refter en werkzaal. Tijdens de periode van 1744 tot 1747 moest Augustine Peuterman noodgedwongen haar bouwplannen terugschroeven. De Oostenrijkse Successieoorlog bracht een Franse invasie in Vlaanderen. De bezetting duurde tot aan de Vrede van Aken in 1748. Reeds in 1747 hernam abdis Peuterman de bouwactiviteiten en ze liet twee interne poorten bouwen in de abdij. Datzelfde jaar kwam er nog een nieuw portiershuis en een nieuwe smidse.
In 1759 kreeg de abdis de toestemming om drie heerlijkheden te kopen. Hierbij ging het om Wevelgem, Ter Eltst (in het zuidoosten van de huidige gemeente Wevelgem) en Marrem (in het noorden, op de grens tussen Wevelgem en Moorsele). Om de vereiste 54.000 gulden te kunnen betalen leende Augustine Peuterman geld bij particulieren. Daarna begon ze gedurende de volgende twee jaar overal landerijen te verkopen.
De schuldenlast van de Guldenbergabdij bleef hoog en Augustine ondernam geen enkele poging meer om nog landerijen te verkopen. Integendeel, ze begon weer ijverig dure opknappingswerken aan haar abdij uit te voeren. Zo kwam er een marmeren altaar, een nieuwe vloer in de pastorie en ze bestelde een schilderij bij de Brugse kunstenaar Jan-Antoon Garemijn, een van de befaamdste 18de -eeuwse meesters.
Abdis Augustine peuterman overleed op 11 juni 1769 op 85-jarige leeftijd met een schuld van 56.000 gulden.

#### Neergang en einde

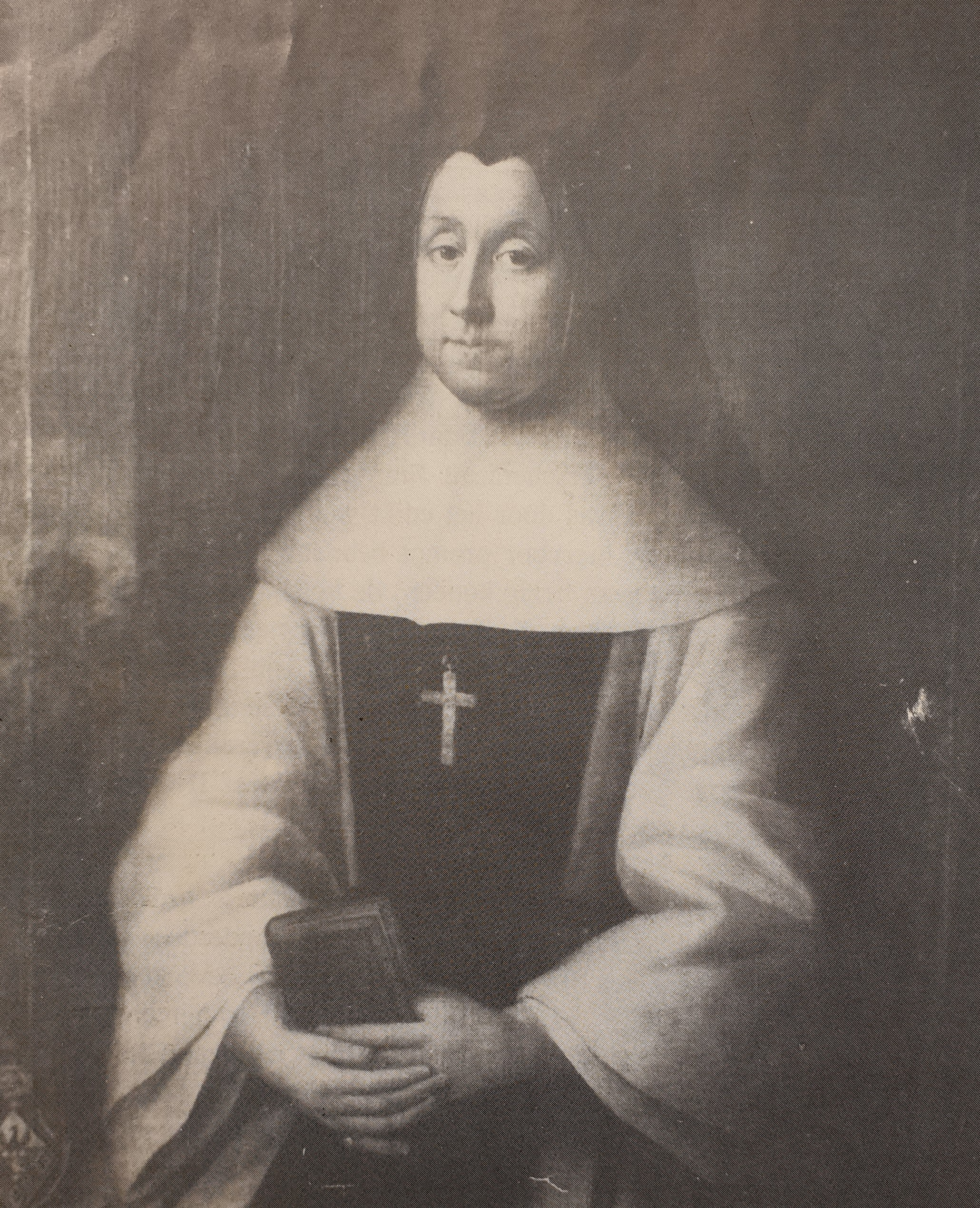
Abdis Patin

Caroline de Patin uit Ieper werd de 36ste abdis van de Guldenbergabdij. Bij de informatieronde ontdekten de commissarissen dat er nog verscheidene Franse meisjes tot de abdij toegelaten werden terwijl dit verboden was door het edict van ’52. Over abdis Caroline de Patin is weinig geweten. Haar abdissenschilderij is het enige dat bewaard is gebleven. Momenteel hangt het in de pastorie van St.-Hilariusparochie van Wevelgem.
In 1771 en 1772 vaardigde Maria Theresia een reeks verordeningen uit die onder andere stelden dat novicen ouder moesten zijn dan 25 en dat iedere vorm van dotatie of bruidsschat bij de intrede van een nieuwe religieuze was verboden. Een zware klap voor de reeds met schulden beladen abdij. Door de leeftijdsgrens liep het aantal intreden zienderogen terug, slechts vier professies waren er in het 15-jarige abbatiaat van Caroline de Patin.
In 1780 stierf Maria Theresia en haar zoon Jozef II kondigde een reeks maatregelen aan die het de kloosters almaar moeilijker maakten om nog te functioneren. In 1783 stelt keizer Jozef II een regel in waarbij alle inkomsten van de abdij gestort moesten worden in een "Kas van Religie", waarmee de pensioenen van de religieuzen betaald zouden worden. Er werden 158 abdijen met een totale bevolking van ongeveer 2600 religieuzen ontbonden.
De cisterciënzerinnenabdij van Wevelgem kon voortbestaan dankzij de aanwezigheid van hun school die zich richtte op behoeftige weesmeisjes. Ze leerden hen lezen en schrijven in het Frans en Vlaams, goede manieren en veel godsdienst, alsook alle mogelijke huishoudelijke taken. Ze werden als dienstmeisjes in burgerhuizen geplaatst.
In 1784 overleed Caroline de Patin en nam Albérique de Madre het van haar over. Ze werd door de Geheime Raad voorgesteld aan Jozef II. Vier jaar duurde het vooraleer er een antwoord kwam uit Wenen. Pas in 1788 werd Albérique de Madre tot nieuwe abdis van de Guldenberg benoemd. Daarbij werd tevens verzocht dat ze ieder jaar 1500 gulden in de Kas van Religie stortte.
In 1792 verklaarde Frankrijk aan Oostenrijk de oorlog. Albérique kreeg een brief waarin verzocht wordt om 38.500 pond te betalen binnen 48 uur. Op 1 september 1796 werd de abdij ontruimd en werd er een inventaris opgemaakt. Alle religieuzen zouden een pensioenuitkering krijgen en ze mochten na de ontruiming van de abdij geen religieuze kledij meer dragen. De abdis gaf haar religieuzen de raad naar hun families terug te keren of in een buitenlands klooster te treden.
De abdijgebouwen werden in de loop van 1798 gesloopt en de goederen werden in de daarop volgende jaren onder de hamer gebracht. Albérique de Madre koesterde nog een tijdje hoop om ooit opnieuw haar gemeenschap samen te brengen op het domein van Sint-Kruis-Winkel in Oost-Vlaanderen. Maar de overeenkomst met de Gentenaar ging niet door en in 1803 liet de Madre alle hoop op een heroprichting varen.
Bij de inventarisatie van de kloosterbezittingen in 1797 bleek er in de abdij haast niets van waarde meer aanwezig te zijn. De abdis bracht namelijk via vertrouwenspersonen tal van waardevolle goederen in veiligheid. Uit die voorraad verkocht ze af en toe enkele voorwerpen en verdeelde de opbrengst onder haar voormalige religieuzen om in hun levensonderhoud te kunnen voorzien. Voorwerpen van de eredienst en relikwieën werden weggeschonken aan kerken en nog bestaande abdijen. Zo kreeg Wevelgem de Heilige Doorn. Op 12 februari 1857 overleed dame Marie Bernarde Quentin, de laatste religieuze van de Guldenbergabdij van Wevelgem.
Op de plek waar het klooster stond staat nog een monumentale poort. De duiventoren staat op de binnenplaats. Van het klooster bestaat enkel nog de kloosterhoeve.

## Abdissen Guldenbergabdij
| Naam                         | Periode     |
| ---------------------------- | ----------- |
| Sara Nieulandt               | 1214 – 1234 |
| Adelissa van moorslede       | 1234 – 1245 |
| Christina de la Croix        | 1245 – 1256 |
| Mathildis                    | 1256 - 1277 |
| Elisabeth Stukars/Stuckaerts | 1268        |
| Mabelia van Rolleghem        | 1377 – 1382 |
| Maria van der Woestine       | 1429 – 1440 |
| Germana van den Daele        | 1440 – 1453 |
| Gerarda van Cordes           | 1453 – 1465 |
| Jacoba van Coyghem           | 1465 – 1477 |
| Johanna Sbuls                | 1478 – 1487 |
| Gerarda du pont              | 1487 – 1511 |
| Johanna van Welsenaers       | 1518 – 1544 |
| Antionette de Bailleul       | 1544 – 1553 |
| Elisabeth de la Tramerie     | 1554 – 1594 |
| Anne Gargant                 | 1594 – 1599 |
| Beatrix Vanden Abeele        | 1599 – 1621 |
| Jossina de Coninck           | 1621 – 1642 |
| Hélène de la Chapelle        | 1642 – 1671 |
| Angelique de le Sauch        | 1672 – 1682 |
| Bernarde Caron               | 1682 – 1707 |
| Thérèse de la Porte          | 1707 – 1721 |
| Bernarde de Ransart          | 1721 – 1727 |
| Augustine Peuterman          | 1728 – 1769 |
| Caroline de Patin            | 1769 – 1784 |
| Albérique de Madre           | 1788 - 1803 |